# Gyula Horn
Gyula Horn (Budapest, 5 luglio 1932 – Budapest, 19 giugno 2013) è stato un politico ungherese, che dal 15 luglio 1994 ha ricoperto la carica di Primo ministro della Repubblica Ungherese.
Egli è ricordato per aver svolto un ruolo di primo piano nel 1989 in apertura della "cortina di ferro" per la Germania dell'Est, contribuendo alla successiva riunificazione tedesca.

## Studi e famiglia
Gyula Horn ha studiato in un istituto tecnico dell'Ungheria. Laureatosi al collegio Rostov-Don in Economia e Finanza nel 1954, era sposato e aveva un figlio e una figlia.

## Carriera
Ha lavorato presso il Ministero delle Finanze dal 1954 al 1959. Egli ha ottenuto un posto di lavoro nel Ministero degli Affari Esteri nel 1959, inizialmente come funzionario del dipartimento indipendente sovietico. Nel 1960 entra in diplomazia e diventa ambasciatore in Bulgaria e Jugoslavia.
Nel 1954 ha aderito al Partito Comunista ungherese, che allora si chiamava Partito dei Lavoratori Ungheresi. Nel novembre 1956 è entrato a far parte del Partito Socialista Ungherese (MSzMP), istituito da János Kádár per portare alla frantumazione della Rivoluzione Ungherese del 1956 contro l'occupazione sovietica e comunista.
Nel 1969 è diventato un funzionario del dipartimento per gli affari esteri del Comitato Centrale MSzMP. Con il 1983 è salito al rango di caporeparto. Nel 1985 è stato nominato segretario di Stato (viceministro) per il Ministero degli Esteri. Nel 1989 si è proposto per diventare Ministro degli Esteri per l'ultimo governo comunista del paese, guidato da Miklós Németh.
Egli è il fondatore del Partito Socialista Ungherese (MSZP), costituita nel 1989 come il successore del MSzMP e divenne Primo Ministro nel 1990. In quanto ministro è stato responsabile della politica estera quando l'Ungheria ha deciso di aprire il confine occidentale (la "cortina di ferro") per i tedeschi che intendessero emigrare nella Germania occidentale. A lui viene quindi attribuita una parte fondamentale per l'unificazione tedesca.
Gyula Horn è stato eletto Primo Ministro della Repubblica di Ungheria il 15 luglio 1994. Egli è stato eletto in Parlamento nel 1990 e da allora ha conservato un posto al suo interno. Sebbene egli abbia rinunciato alla guida del partito dopo la sconfitta del socialismo nelle elezioni del 1998, ha avuto per lungo tempo una notevole influenza nel partito, in parte a causa della sua situazione di personale popolarità tra gli elettori anziani. Negli anni successivi al 2002, egli non ha avuto un ruolo molto attivo nella politica dell'Ungheria.

## Onorificenze
Gyula Horn ha ricevuto numerosi riconoscimenti per i suoi successi in politica estera; tra gli altri, ha il Premio Carlo Magno della città di Aquisgrana nel 1990, il quale premia le personalità con meriti particolari in favore dell'integrazione e unione in Europa.